# The Colony (filme)
The Colony (Brasil: A Colônia ) é um filme de ficção científica de terror canadense, escrito e dirigido por Jeff Renfroe, lançado em 2013.
No futuro, uma nova Era do Gelo afeta a Terra, destruindo quase toda a população do planeta. Os raros sobreviventes encontram abrigos subterrâneos, onde a vida é precária. Mas logo um pequeno grupo de resistentes descobre uma ameaça ainda mais perigosa do que o clima hostil.

## Elenco
- Laurence Fishburne como Briggs
- Kevin Zegers como Sam
- Bill Paxton como Mason
- Charlotte Sullivan como Kai
- Dru Viergever como Feral Leader
- Romano Orzari como Reynolds
- Michael Mando como Cooper
- Earl Pastko como o cientista
- Julian Richings como Leyland